# ロジクエスト
株式会社ロジクエスト（英: LOGIQUEST INCORPORATED.）は、軽貨物車両を中心にバイク・自転車・ハンドキャリーなどの輸送手段を用いて法人の配送業務を担う日本の企業である。(旧By-Q)

## 概要
創業当時からのバイク便の他、自転車便、軽四輪貨物便、トラック便、新幹線や航空機を利用したエコキャリー便などで貨物の輸送を行っている。
まだ国内でバイク便の認知度が低かった1985年に設立された。1991年には売上高が10億円を超えたが、バブル期の事業拡大に失敗し、1993年には倒産の危機にも直面した。その後は事業を立て直し、本業に関連する自転車便や軽四輪運送、運転代行サービス(現在は売却)も手掛けるようになった。
2015年以降は事業再編を進め、関連会社を吸収合併している。

## 沿革
- 1985年4月 - 株式会社バイク急便として設立。本社は渋谷区笹塚。
- 1989年  - 株式会社エス・イーおよび株式会社ベストを設立、本社を大田区多摩川へ移転。
- 1994年 - 本社を大田区大森本町へ移転。
- 1996年 - 株式会社エス・イーを解散。
- 1997年 - 株式会社ベストを解散。
- 2001年7月 - 自転車便であるeco便を開始。同時に本社を新宿区坂町へ移転。
- 2003年 特定信書便事業免許を取得し、「3時間800円速達」を謳い文句にした専業会社・株式会社Q-POSTを設立。夜間運転代行サービスを開始
- 2002年4月 - 軽貨物部門を株式会社Qカーゴとして分社化。同時に屋外広告の株式会社あどQをそれぞれ設立。
- 2004年
  - 4月 - 自転車便部門を株式会社サイクル急便（後の株式会社Cy-Q）として分社化。
  - 5月6日 - 株式会社Q-POSTが、自社の配送サービス用に「特定信書便切手[2]」（特定信書郵便切手[3]）を発売開始。「日本初の民間郵便切手」を標榜していたが[4]、郵便法による切手ではなく、郵便局での郵便料金納付には利用できなかった[3]。2006年6月30日をもって使用不可となる[5]。
- 2005年4月 - 株式会社By-Qホールディングス設立。バイク急便はBy-Qホールディングスの子会社となる。同時に運転代行事業を分離して株式会社Q-代行を設立。
- 2006年
  - 7月 - 株式会社Q-POSTを統合。
  - 11月 - 愛知県名古屋市に名古屋サポートセンターを開設
  - 12月 - 情報セキュリティマネジメントシステムの国際的認証「ISO27001」を取得。
- 2007年1月 - 杉並区・品川区・葛飾区の3拠点にディスパッチャーサポートセンター(DSC)を開設。
- 2008年
  - 4月 - 新宿区の本社内にディスパッチャーサポートセンター（都心DSC）を開設バイク急便とQカーゴの共同出資により、株式会社By-Qカーゴエクスプレスを設立[6]。
  - 10月 - 杉並・品川・葛飾の3DSCを分社化し、（株）USKサポート(旧杉並DSC)、（株）South Wind(旧品川DSC)、（株）FCG(旧葛飾DSC)を設立(現場ライダーのマネジメント業務を分社)
- 2009年
  - 2月 - 商号を株式会社By-Qへ変更[7]。
  - 10月 - 都心DSCを分社化し、（株）オレンジベースを設立。
- 2010年1月 - 本社を新宿区から江東区辰巳へ移転。
- 2015年11月 - 株式会社Cy-Q、株式会社Qカーゴ、株式会社By-Qビジネスサービスの3社を吸収合併[8][9][10]。
- 2015年12月 - By-Qホールディングスが、親会社の株式会社センスオブワンダーグループへ吸収合併され、By-Qはセンスオブワンダーグループの直接の子会社となる。
- 2017年4月 - 商号を株式会社ロジクエストへ変更。同時に株式会社Q配サービス、株式会社シャトル、株式会社Q配ビジネスサポートの3社を吸収合併[11][12][13]。
- 2017年7月 - 本社を渋谷区から千代田区へ移転。